# Лихарев, Борис Михайлович
Бори́с Миха́йлович Ли́харев (14 [27] ноября 1906, Петербург — 2 марта 1962, Ленинград) — русский советский писатель и поэт, редактор.

## Биография
Воспитывался в детском доме в Подмосковье. С 1925 года — член литературной группы «Смена».
В советско-финскую войну — командир взвода сапёров.
В годы Великой Отечественной войны — корреспондент газеты «На страже Родины» (Ленинградский фронт), позже входил в группу писателей при Политуправлении Ленинградского фронта. В 1942 году вступил в ВКП(б). С 1944 года — в Мурманске, участвовал в освобождении Норвегии.
Ответственный секретарь Ленинградской писательской организации.
В послевоенные годы — редактор журналов «Ленинград» (1944—1946, до закрытия журнала) и «Ленинградский альманах», главный редактор ленинградского отделения издательства «Советский писатель».
Похоронен на Богословском кладбище.

## Творчество
Первый сборник стихов выпустил в 1929 году.

### Избранные произведения
Источник — Электронные каталоги РНБ
- Лихарев Б. М. В стране друзей. — Л.: Лениздат, 1958. — 83 с. — (Содерж.: Подвиг. Поэма о Юлиусе Фучике. — Стихи о Чехословакии). — 3000 экз.
- Лихарев Б. М. Вооружение : Стихи. — Л.: Изд-во писателей в Ленинграде, 1933. — 84 с.
- Лихарев Б. М. Дороги дружбы [Стихи]. — Л.: Сов. писатель, 1954. — 220 с. — (Содерж.: Подвиг (Поэма о Юлиусе Фучике). — Циклы: Поход к фиордам. — Армейское братство. — На юге и на севере). — 10 000 экз.
- Лихарев Б. М. Записки сапера. — Л.: Советский писатель, 1941, 186. — (// Литературный современник. — 1940. — № 10-11).
- Лихарев Б. М. Избранные стихи. — Л.: Гослитиздат, 1940. — 168 с. — 10 000 экз.
- Лихарев Б. М. Книга стихов. — [Л.]: ГИХЛ. Ленингр. отд-ние, [1934]. — 92 с. — 6250 экз.
- Лихарев Б. М. Мой отыщется след : Избранное : [Стихи] / Сост.: Б. И. Лихарева. — Л.: Сов. писатель, 1975. — 287 с. — (Циклы: Ленина сердце живое ; Годы молодые ; Передний край ; За широтой семидесятой ; Север мой синий ; Приглашение на охоту ; На вечные времена). — 20 000 экз.
- Лихарев Б. М. Молодость мира : Избр. стихи / Сост.: Б. И. Лихарева. — М.; Л.: Сов. писатель, 1963. — 292 с. — (Циклы: Стихи о Ленине ; Соль ; Ясное утро ; Военное братство ; Норвежская тетрадь ; В стране друзей ; Подвиг (Поэма о Юлиусе Фучике)). — 10 000 экз.
- Лихарев Б. М. Подарок бойца. Стихи о Ленине. — Л.: Художник РСФСР, 1967. — 24 с.
- Лихарев Б. М. Подвиг [Поэма о Юлиусе Фучике]. — М.: Мол. гвардия, 1953. — 83 с. — 10 000 экз.
- Лихарев Б. М. Поход к фиордам. — М.: Сов. писатель, 1947. — 67 с. — 10 000 экз.
- Лихарев Б. М. Разбег : Стихи. — [Л.], 1929.
- Лихарев Б. М. Рассказы про саперов : Для сред. и ст. возраста. — М.; Л.: Детгиз, 1941. — 70 с. — (Военная библиотека школьника).
- Лихарев Б. М. С тобою, жизнь : Стихи. — М.; Л.: Гослитиздат, 1961. — 243 с. — (Циклы: Их стихов о Ленине ; Ясное утро ; Откровенное слово ; Военное братство ; Поход к фиордам ; В стране друзей ; Подвиг (Поэма о Юлиусе Фучике)). — 7000 экз.
- Лихарев Б. М. Сапер Иван Румянцев : [Очерк]. — [Л.]: Полит. упр. Ленингр. фронта : [Отд-ние Воениздата при Ленингр. фронте], 1943. — 16 с. — (Герои Ленинградского фронта).
- Лихарев Б. М. Солнце все выше. — М.: Сов. писатель, 1959. — 130 с. — (Циклы: Подарок бойца ; Откровенное слово ; В стране друзей ; Ясное утро). — 3000 экз.
- Лихарев Б. М. Соль : Стихи. — [Л.]: ЛАПП : Прибой, 1930. — 66 с. — (Современная пролетарская литература). — 1500 экз.
- Лихарев Б. М. Стихи о Ленинграде. — Л.: Гослитиздат, 1938. — 104 с. — 5000 экз.
- Лихарев Б. М. Стихотворения. — Л.: Худож. лит., 1972. — 231 с. — (Циклы: Их стихов о Ленине ; Соль ; Ясное утро ; Военное братство ; Откровенное слово ; Поход к фиордам ; В стране друзей). — 25 000 экз.
- Лихарев Б. М. Ударники огня : [Поэма]. — [Л.]: Лоиз, 1933. — 22 с. — 15 000 экз.
- Лихарев Б. М. Моисей Урицкий : Поэма. Стихи о Средней Азии. — Л.: Гослитиздат, 1937. — 68 с. — 5300 экз.
- Лихарев Б. М. Ярость : Стихотворения. — Л.: Гослитиздат, 1943. — 46 с.